# Medina denticulata
Medina denticulata là một loài ruồi trong họ Tachinidae.